# Lassalyckan

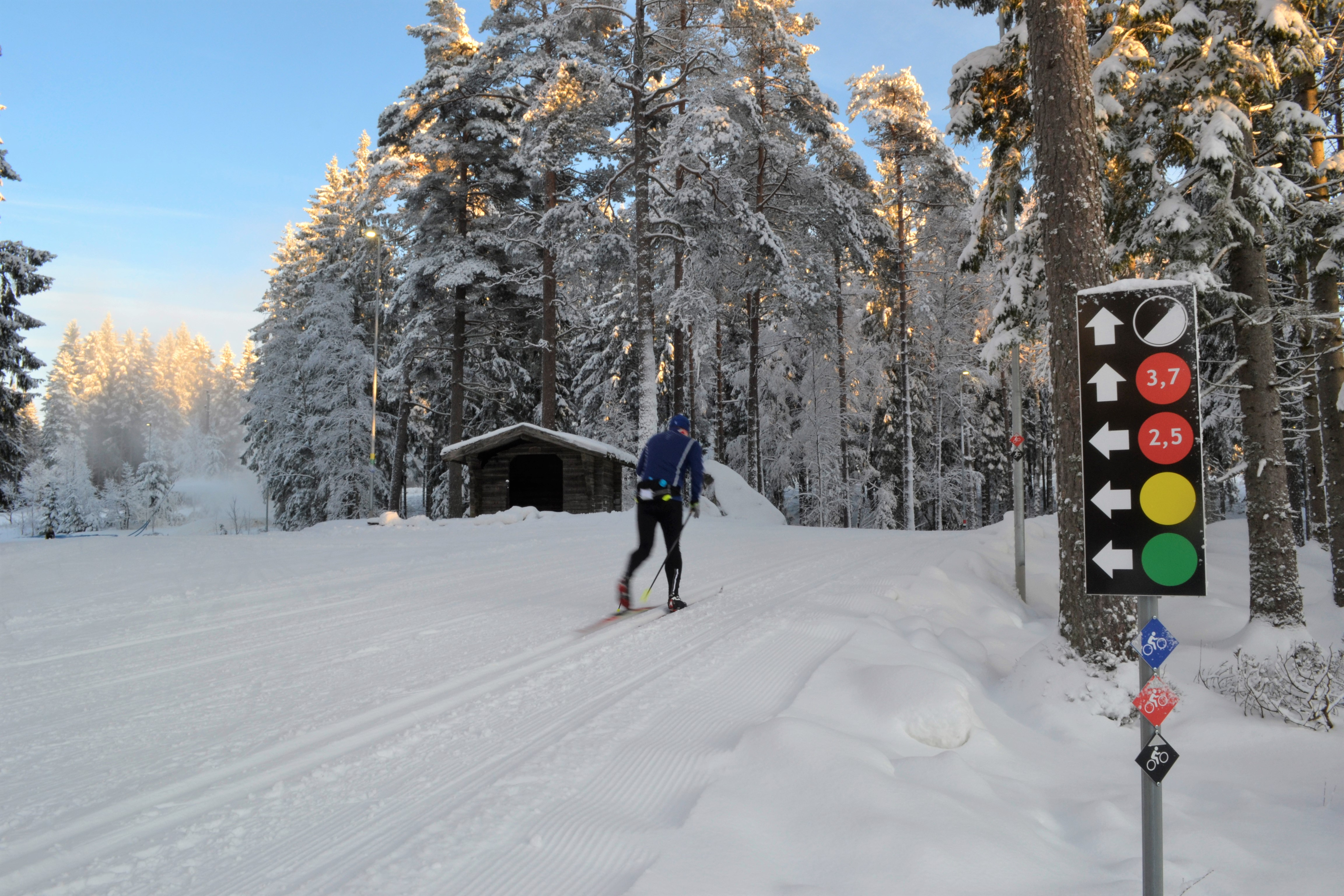
Lassalyckans skidläggning, olika skidspår

Lassalyckan kallas friluftsområdet öster om Ulricehamns tätort. Inom området bedrivs ett flertal olika sporter: cykling (Ulricehamns CK), boule (Ulricehamns IF), fotboll (Ulricehamns IFK med flera), golf (Ulricehamns GK), ishockey (Ulricehamns IF), konståkning (Ulricehamns KK), orientering (Ulricehamns OK), skidor (Ulricehamns IF). Det finns fotbollshall, ishall, boulebanor, skid-/löpspår och stora skogsområden för det rörliga friluftslivet. 
Det finns fyra olika fotbollsplaner som benämns med A, B, C och D. Fotbollen är en stor del av Lassalyckan under sommartid men det finns även två planer som är anpassade för att användas under vintertid. A-planen är uppvärmd av fjärrvärme men även B-planen brukar skottas. A-planen har en läktare med plats för 500 stående personer och ligger i anslutning till en kiosk som är öppen under vissa matcher. I direkt anslutning till Lassalyckan ligger en sim- och sporthall (simning, badminton, bordtennis, handboll, volleyboll), en tennishall (tennis) och en squashhall (squash).
På Lassalyckan har alla besökande tillgång till Ulricehamns IF:s klubbstuga, där det finns omklädningsrum, toaletter, värmestuga och en fullt utrustad vallabod.

## Historik
Hösten 2011 färdigställdes byggandet av Nya Lassalyckan. Lassalyckan var då förbättrad med fyra konstgräsplaner med tillhörande byggnader (ersätter Vistavallen) och en ny konstsnöanläggning. Det producerades även nya dammar, läktare, ett boulecenter och belysning med mer. Invigningen till Nya Lassalyckan skedde den 10 september 2011 och den hölls genom att olika sporter representerades genom personer som utövade de olika sporterna. Det var bland annat badminton, fotboll och handboll som representerade de olika klubbarna. Den största anledningen till förbättrandet och satsningen på Lassalyckan berodde på att byggandet av en motorväg skulle korsa Vistavallen som var en tidigare fotbollsplan i Ulricehamn.

## Tävlingar

### FIS - Cross-Country World Cup Ulricehamn, Lassalyckan
År 2015 grundades Fis - Cross-Country World Cup. Världscupen ägde sedan rum i Ulricehamn på Lassalyckan den 21-22 januari 2017. Efter premiären på Lassalyckan har evenemanget kommit tillbaka till Lassalyckan år 2019 mellan den 26-27 januari. Världscupen hade under premiäråret ett besökarantal på 60 000 personer medan det år 2019 låg på cirka 45 000 besökare sammanlagt de båda dagarna.